# Cristian Deville
Cristian Deville (ur. 3 stycznia 1981 w Cavalese) – włoski narciarz alpejski. Specjalizuje się w konkurencjach technicznych.
Jak dotąd startował tylko raz na igrzyskach olimpijskich. W mistrzostwach świata startował trzykrotnie było to w Bormio, Åre i Ga-Pa. Jego najlepszym wynikiem w pucharze świata jest pierwsze miejsce w slalomie wywalczone podczas zawodów w Kitzbuehel w styczniu 2012 roku. Najwyżej sklasyfikowany w pucharze świata był po sezonie 2010/2011, kiedy to zajął 36. miejsce w klasyfikacji generalnej, a w klasyfikacji slalomu zajął 11. miejsce.

## Osiągnięcia

### Igrzyska olimpijskie
| Miejsce | Dzień     | Rok  | Miejscowość | Konkurencja | Czas biegu | Strata | Zwycięzca        |
| ------- | --------- | ---- | ----------- | ----------- | ---------- | ------ | ---------------- |
| DNF1    | 27 lutego | 2010 | Whistler    | Slalom      | –          | –      | Giuliano Razzoli |

### Mistrzostwa świata
| Miejsce | Dzień     | Rok  | Miejscowość | Konkurencja | Czas zawodów | Strata  | Zwycięzca            |
| ------- | --------- | ---- | ----------- | ----------- | ------------ | ------- | -------------------- |
| DNF1.   | 12 lutego | 2005 | Bormio      | Slalom      | –            | –       | Benjamin Raich       |
| DNF2.   | 17 lutego | 2007 | Åre         | Slalom      | –            | –       | Mario Matt           |
| 7.      | 20 lutego | 2011 | Ga-Pa       | Slalom      | 1:42.78 min  | +1.06 s | Jean-Baptiste Grange |

### Puchar Świata

#### Miejsca w klasyfikacji generalnej
- 2003/2004 – 121.
- 2004/2005 – 84.
- 2005/2006 – 74.
- 2006/2007 – 54.
- 2007/2008 – 39.
- 2009/2009 – 86.
- 2009/2010 – 83.
- 2010/2011 – 36.
- 2011/2012 – 23.
- 2012/2013 – 73.
- 2013/2014 – 93.
- 2014/2015 – 109.

#### Zwycięstwa w zawodach
1. Kitzbühel – 22 stycznia 2012 (slalom)

#### Miejsca na podium w zawodach
1. Beaver Creek – 8 grudnia 2011 (slalom) – 2. miejsce
2. Flachau – 21 grudnia 2011 (slalom) – 3.miejsce
3. Kranjska Gora – 11 marca 2012 (slalom) – 2. miejsce

- W sumie (1 zwycięstwo, 2 drugie i 1 trzecie miejsce).